# Петропавловский педагогический институт
Петропавловский педагогический институт (полное название Петропавловский педагогический институт имени К. Д. Ушинского) — высшее учебное заведение, существовавшее в СССР и Казахстане в 1955—1994 годах. В 1994 на его основе открыт Северо-Казахстанский университет (с 2001 года — Северо-Казахстанский государственный университет).

## История
В связи со значительным притоком населения в Северный Казахстан для освоения целинных и залежных земель, в середине 1950-х годов встала проблема подготовки учителей для средней школы. Руководство существующего с 1937 года в городе Петропавловского учительского института, а также общественные организации совместно с партийными и советскими органами Северо-Казахстанской области ходатайствовали перед правительством Казахской ССР о реорганизации учительского института в педагогический. 1 июня 1955 года Совет Министров Казахской ССР принял постановление о реорганизации, согласно которому был создан Петропавловский педагогический институт, который имел три факультета: русского языка и литературы, физико-математический и географический. Контингент очного отделения первого набора вуза составлял 200 человек, заочного отделения — 100 человек.

## Ректоры
Первым ректором Петропавловского педагогического института был А. М. Санников. В 1959 году его сменил кандидат педагогических наук В. А. Цатурян, работавший в Петропавловском учительском институте с 1953 года.
На смену Цатуряну в 1969 году пришёл кандидат экономических наук К. Ш. Шакенов, в период руководства которого (по 1987 год) в вузе были построены новые учебные корпуса, студенческие общежития, два жилых дома для преподавателей и сотрудников, открыты новые специальности и два новых факультета: физической культуры и музыкально-педагогический. При его участии был заключён договор о сотрудничестве с Московским государственным университетом. Канаш Шакенович являлся председателем областного общества «Знание», автором многих научных и публицистических статей.
С 1987 по 1994 год ректором института был доктор биологических наук А. М. Малыгин, которому за заслуги в подготовке педагогических кадров и большой вклад в общественную жизнь города Петропавловска в 1996 году было присвоено звание почётного гражданина города. В 1994 году на базе Петропавловского педагогического института имени К. Д. Ушинского был открыт Северо-Казахстанский университет, ректором которого по 1996 год был Альберт Михайлович Малыгин.

## Деятельность
В 1956 году согласно приказу Министерства просвещения Казахской ССР все педагогические институты республики были переведены на пятилетний срок обучения с целью подготовки учителей широкого профиля. В Петропавловском педагогическом институте вели подготовку учителей по специальностям: математика, физика, черчение; русский язык, литература, история; биология, химия и география.
В 1958/59 учебном году институт из здания школы, в которой он находился на окраине города, перешёл в новое трёхэтажное здание, где расположились административно-хозяйственные службы, библиотека, читальный зал, лекционный зал, актовый зал, восемь учебных аудиторий, учебные кабинеты и зал для занятий физкультурой. Новый статус педагогического института привлёк на работу в нём как представителей местных педагогов, так и иногородних. Также потребность вуза в высококвалифицированных специалистах решалась за счёт приглашения специалистов из других вузов страны и опытных школьных преподавателей города.
В декабре 1961 года состоялся расширенный совет вуза, на котором обсуждался вопрос о шефской помощи со стороны МГУ им. Ломоносова. На заседании учёного совета вуза выступил профессор химии Московского государственного университета А. Н. Кост. По поручению руководства Московского университета он предложил варианты с Петропавловским педагогическим институтом, которые открывали для него перспективы по улучшению материальной базы, обеспечению института педагогическими кадрами, подготовке и защите диссертаций, а также обмену представителями студенческих коллективов. В 1979 году между Московским университетом и Петропавловским педагогическим институтом был заключён договор о сотрудничестве и шефской помощи; благодаря этому соглашению около пятидесяти преподавателей педагогического института окончили аспирантуру МГУ и защитили кандидатские диссертации. Также в 1961 году были организованы новые кафедры: философии и политологии, физической географии, экономической географии, химии, спорта и спортивных игр, теории и методики преподавания физического воспитания, иностранных языков и истории. В этом же году была образована кафедра биологии, которая спустя два года разделилась на две — ботаники и зоологии.
Для чтения лекций в Петропавловский педагогический институт приглашались учёные из вузов республики и Советского Союза. В 1980-е годы институт имел шесть факультетов и подготовительное отделение, осуществляя подготовку специалистов по десяти специальностям. В 1991 году в вузе была организована кафедра казахской филологии, а в 1993 году открыта аспирантура.
В 1994 году на базе Петропавловского педагогического института имени К. Д. Ушинского был открыт Северо-Казахстанский университет и имя К. Д. Ушинского исчезло из названия ВУЗа. В 2001 году вуз получил статус государственного и стал называться Северо-Казахстанский государственный университет. 30 мая 2003 года Постановлением Правительства Казахстана университету было присвоено имя учёного-историка, академика Манаша Козыбаева.